# Édouard Batiste
Antoine-Édouard Batiste (* 28. März 1820 in Paris; † 9. November 1876 ebenda) war ein französischer Komponist, Organist und Musikpädagoge.

## Leben
Batiste, 1820 in Paris geboren, erhielt ersten Musikunterricht von seinem Vater, dem Sänger Jean Batiste und seiner älteren Schwester Clémence, der späteren Mutter von Léo Delibes. Bereits im Alter von acht Jahren kam er ans Conservatoire de Paris, dem er bis zu seinem Tode als Lehrer verbunden blieb. Er studierte Solfège bei Simon Leborne und Émile Bienaimé, Harmonielehre und Begleitung bei Félix Le Couppey und Victor Dourlen und Komposition Luigi Cherubini und Fromental Halévy. Sein Orgellehrer war François Benoist. Er erhielt zahlreiche erste Preise (1833 in Solfège, 1837 in Harmonielehre, 1839 in Kontrapunkt und Orgel) und gewann 1840 mit der Kantate Loyse de Monfort den Zweiten Premier Grand Prix de Rome.
Bereits während seiner Studienzeit wirkte er am Conservatoire als Begleiter im Gesangsunterricht und unterrichtete Solfège. 1839 wurde er als ordentlicher Professor berufen und unterrichtete Chorgesang und Solfège. Er veröffentlichte eine Anzahl von Lehrbüchern, die teils bis zur Gegenwart in Gebrauch sind.
1842 wurde Batiste als Nachfolger von Paul Charreire Organist an der Clicquot-Orgel der Kirche St-Nicolas-des-Champs im Zentrum von Paris. 1854 wechselte er als Nachfolger von Florimond Ronger, der unter dem Namen Hervé als Operettenkomponist berühmt wurde, an die Kirche St-Eustache. Die viermanualige Orgel dieser Kirche, in dem Jahr von Alexandre Ducroquet restauriert, galt als das bedeutendste moderne Instrument in Paris.
1855 wurde hier zur Eröffnung der Weltausstellung Berlioz’ Grande Messe des Morts mit mehr als 900 Mitwirkenden aufgeführt. 1863 leitete Batiste als Dirigent der Société chorale du Conservatoire impérial de musique die Uraufführung der Messe für drei gleiche Stimmen von François Bazin in St.-Eustache.
Außerdem gehörte Batiste neben Abbé Jourdan, dem Generalvikar von Paris, Théodore Ballu und François Bazin und Gabriel Davioud, dem Generalinspektor für Architektur, der städtischen Orgelkommission (Commission pour l’examen de devis relatifs à la construction d’orgues d’églises) an.
Batiste komponierte eine große Anzahl technisch anspruchsvoller Orgelwerke, daneben auch geistliche Chormusik. Aufnahmen der Orgelmusik von Batiste haben u. a. die Organisten Christopher Herrick und Stanislas Deriemaeker eingespielt.

## Werke
- Communion in A-Dur für Orgel
- Offertoire-fantaisie-orage in c-moll für Orgel
- Offertoire du Saint Jour de Pâques für Orgel
- Trois Elévations für Orgel
- Offertoire de Ste-Cécile für Orgel
- Grand Offertoire en ré für Orgel
- Ave Maria für Sopran, Tenor oder Bass
- O Salutaris für Sopran oder Tenor

## Schriften
- Solfèges du Conservatoire par Chérubini, Catel, Méhul, Gossec, Langlé ..., Hrsg. 10 Bände, Paris 1865–1869
- Leçons sur toutes les clefs et à changement de clefs, édition populaire sans accompagnement
- Petit solfège harmonique, ou Traité d’harmonie élémentaire
- Petit solfège mélodique, théorique et pratique, comprenant 100 leçons mélodiques et progressives sans accompagnement, dont 90 en clé de sol 2 e, et 10 en clé de fa 4 e
- Leçons de solfège sur toutes les clés et à changements des clés